# 栃木県道311号小山大平線

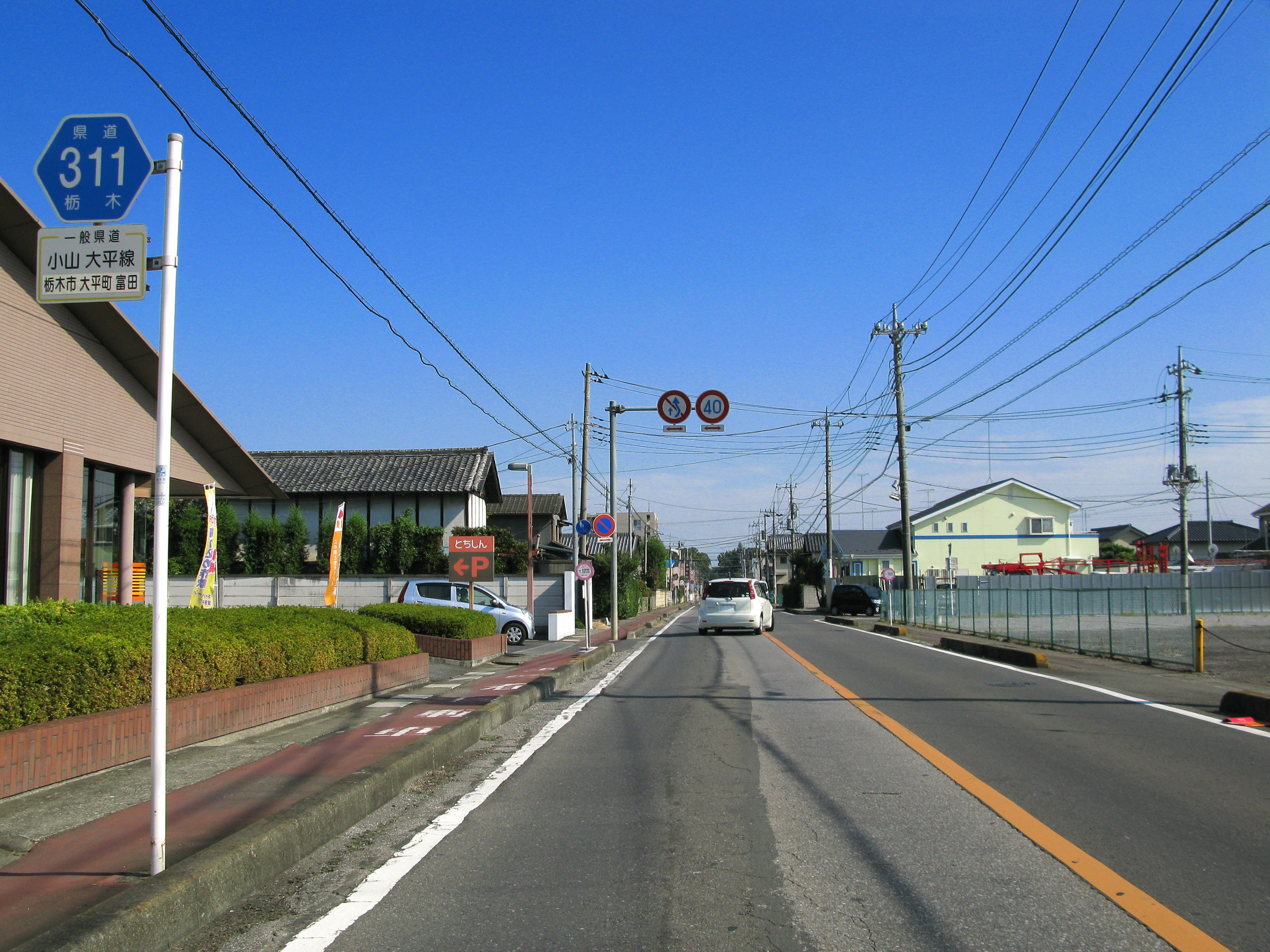
栃木市大平町富田（2012年10月）

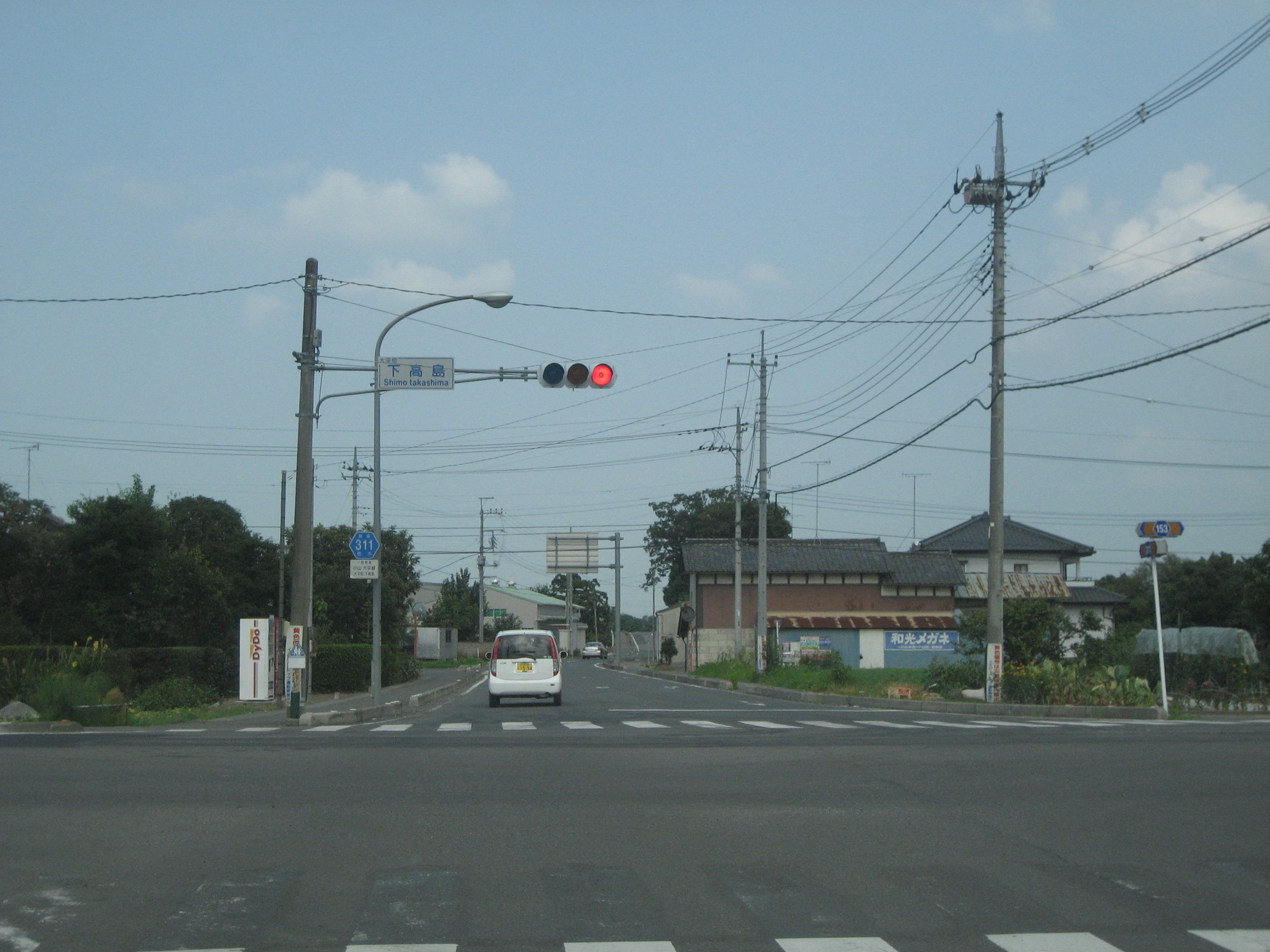
小山市内

栃木県道311号小山大平線（とちぎけんどう311ごう おやまおおひらせん）は、栃木県小山市大字松沼から栃木市大平町富田に至る県道である。

## 路線概要
- 実延長：7.038km[1]
- 起点：栃木県小山市大字松沼（今里交差点 = 栃木県道33号小山環状線交点）
- 終点：栃木県栃木市大平町富田（大平町役場入口交差点 = 栃木県道11号栃木藤岡線交点）
- 指定：1990年（平成2年）3月31日

## 交差する主な道路
- 栃木県道33号小山環状線（小山市大字松沼・今里交差点）
- 栃木県道153号南小林栃木線（栃木市大平町下高島・下高島交差点）
- 栃木県道252号蛭沼川連線（栃木市大平町西野田）
- 栃木県道300号新大平下停車場線（栃木市大平町富田）
- 栃木県道11号栃木藤岡線（栃木市大平町富田）

## 沿線施設
- 栃木市役所 大平総合支所
- 足利銀行大平支店
- 栃木信用金庫大平町支店

## 現状
小山市松沼 - 同市上初田付近にかけての区間は狭隘である。同区間では一部を除き、大型車の通行が不可である。また、小山市街地との連絡が困難であるなどの事情から、小山市 - 栃木市大平地域間の中心部相互の移動には次のようなルートが一般的となっている。
- 栃木県道36号岩舟小山線（旧国道50号） - 国道50号 - 栃木県道252号蛭沼川連線
- 栃木県道36号岩舟小山線（旧国道50号）
- 栃木県道31号栃木小山線 - 下都賀西部広域農道